# Facultad de Ciencias Médicas (Universidad Nacional de Córdoba)
La Facultad de Ciencias Médicas es una de las 15 facultades que integran en la actualidad la Universidad Nacional de Córdoba. Fue fundada el 10 de octubre de 1877, por ley del Poder Ejecutivo Nacional. En esta insticución es posible cursar diversas carreras de grado relacionadas al ámbito de la medicina, como así también varias carreras de posgrado y especializaciones.

## Reseña histórica
Los primeros cursos de la flamante facultad se comenzaron a dictar el 11 de marzo de 1878, utilizando para ello parte de la estructura del hospital general San Roque.
En 1884 egresó la primera promoción de profesionales médicos, muchos de los cuales se convertirán después en distinguidos catedráticos o directivos de la facultad.
El 24 de mayo de 1913 se inauguró el Hospital Nacional de Clínicas, planificado y construido como hospital escuela.
En 1931, se inauguró la Maternidad Nacional, considerada como segundo hospital escuela.

## Departamentos y carreras de grado
La Facultad de Ciencias Médicas está organizada en 6 departamentos, en los cuales se detallan las carreras de grado que se dictan:
- Departamento de Enfermería

- Enfermería Profesional
- Instrumentación Quirúrgica
- Licenciatura en Enfermería

Asimismo, se encuentran en vías de aprobación las siguientes carreras:
- Enfermería en Emergentología
- Enfermería en Hemodiálisis
- Licenciatura en Obstetricia

- Departamento de Fonoaudiología

- Licenciatura en Fonoaudiología

- Departamento de Kinesiología y Fisioterapia

- Licenciatura en Kinesiología y Fisioterapia

- Departamento de Medicina

- Medicina

- Departamento de Nutrición

- Licenciatura en Nutrición

- Departamento de Tecnología Médica

- Tecnicatura de Laboratorio Clínico e Histopatología
- Licenciatura en Producción de Bio-Imágenes

## Investigación
Instituto de Biología Celular
El Instituto de Biología Celular de la Facultad de Ciencias Médicas de la Universidad Nacional de Córdoba, Argentina, realiza investigación científica multidisciplinaria, docencia de grado y postgrado y actividades de extensión universitaria. Entre las investigaciones destacan estudiar la incidencia de  los  ácidos grasos poliinsaturados y sus derivados en la regulación de  distintas  vías del proceso carcinogénico.
Instituto de Virología Dr José María Vanella
El InViV fue creado en 1958 por el Dr. José María Vanella. Comenzó a desarrollar sus actividades en el marco conjunto del Ministerio de Salud Pública y Asistencia Social de la Provincia de Córdoba y la Universidad Nacional de Córdoba (UNC). Actualmente cuenta con diferentes líneas de investigación que colaboran con la salud pública, entre ellas, Chlamydias y HPV, Arbovirus, Bioactividad de Productos Naturales, Gastroenteritis Virales y Sarampión, hepatitis virales, Rubéola y Parvovirus, Virus Linfotrópicos Humanos: Retrovirus HIV y HTLV y Poliomavirus.